# Премніц
Премніц (нім. Premnitz) — місто в Німеччині, розташоване в землі Бранденбург. Входить до складу району Гафельланд.
Площа — 45,42 км2. Населення становить 8368 ос. (станом на 31 грудня 2020).

## Демографія
- Динаміка населення з 1875 року в сучасних кордонах (Синя лінія: населення; Пунктир: відносна порівняльна динаміка населення землі Бранденбург; Сірий фон: період Третього рейху; Помаранчевий фон: період НДР)
- Динаміка населення (синя лінія) і прогнози

| Рік  | Населення |
| ---- | --------- |
| 1875 | 1 353     |
| 1890 | 1 651     |
| 1910 | 1 700     |
| 1925 | 3 520     |
| 1939 | 5 923     |
| 1950 | 8 387     |
| 1964 | 12 126    |

| Рік  | Населення |
| ---- | --------- |
| 1971 | 13 724    |
| 1981 | 13 447    |
| 1985 | 13 358    |
| 1990 | 12 832    |
| 1995 | 11 945    |
| 2000 | 11 018    |
| 2005 | 9 850     |

| Рік  | Населення |
| ---- | --------- |
| 2010 | 8 893     |
| 2015 | 8 422     |
| 2016 | 8 423     |
| 2017 | 8 375     |
| 2018 | 8 453     |
| 2019 | 8 405     |
| 2020 | 8 368     |

Джерела даних вказані на Wikimedia Commons.

## Галерея

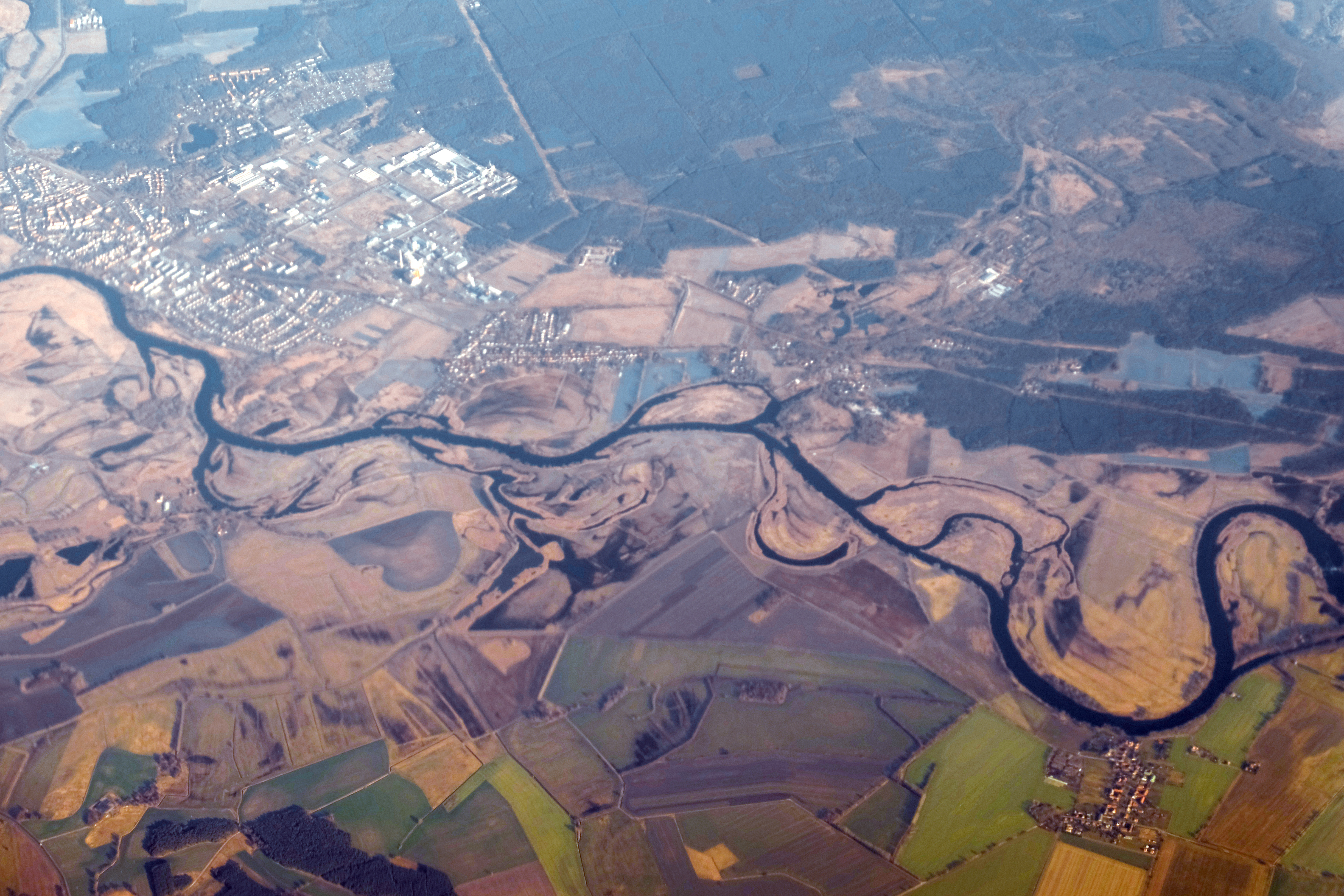
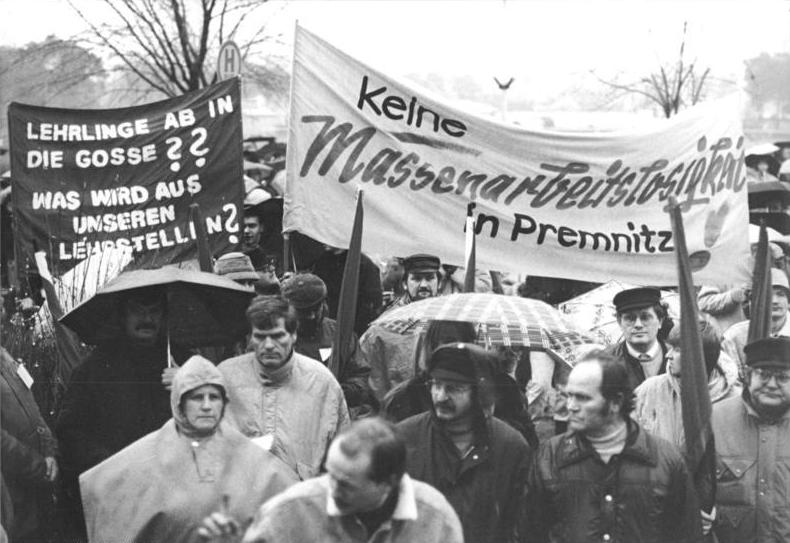
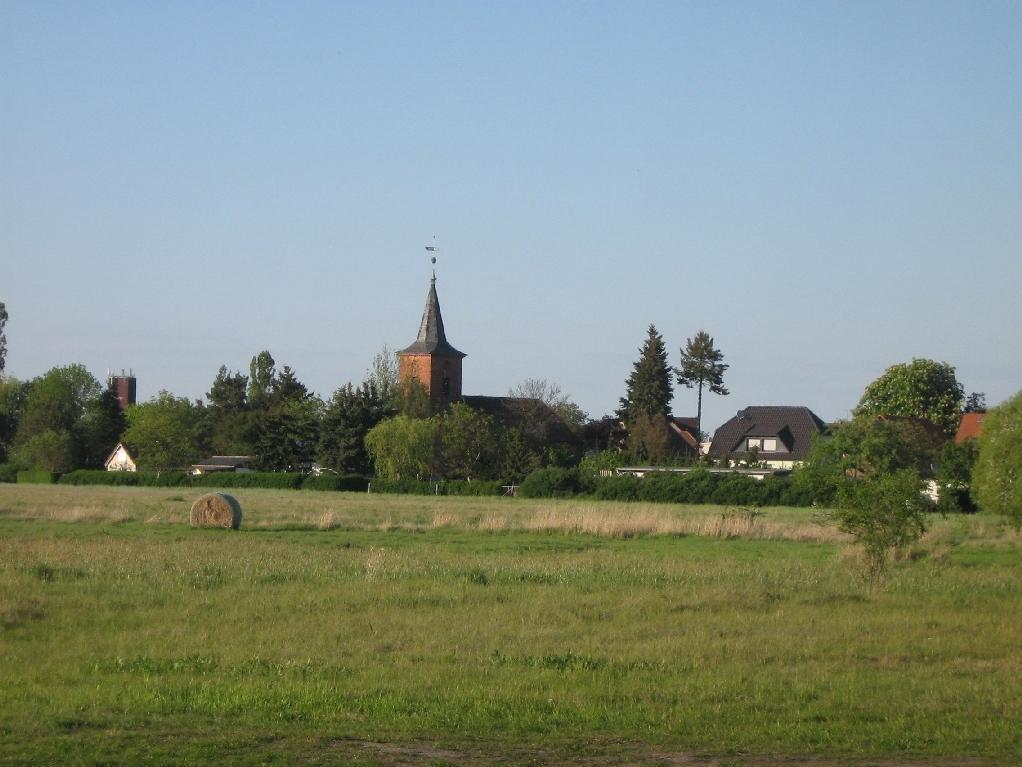
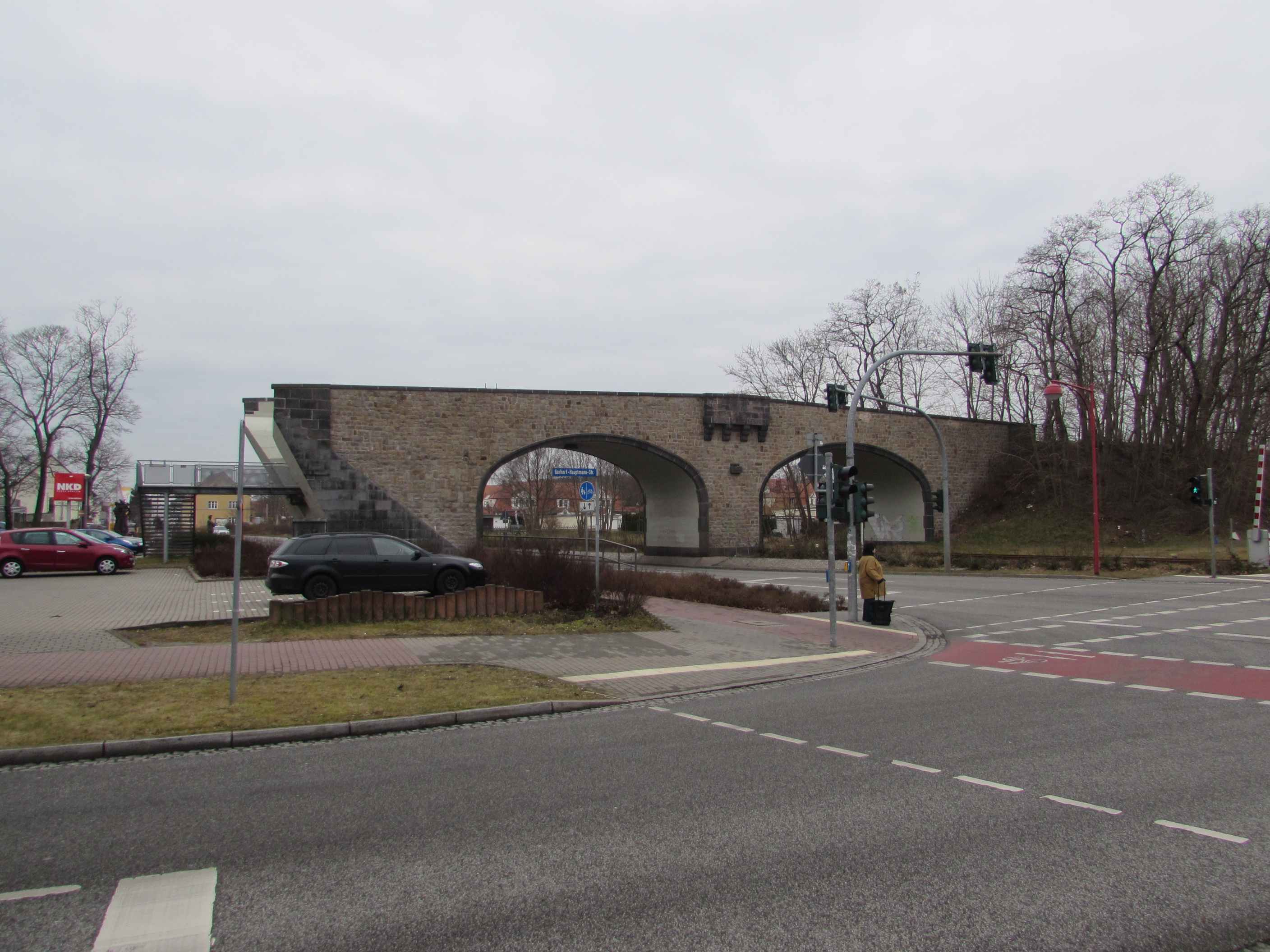
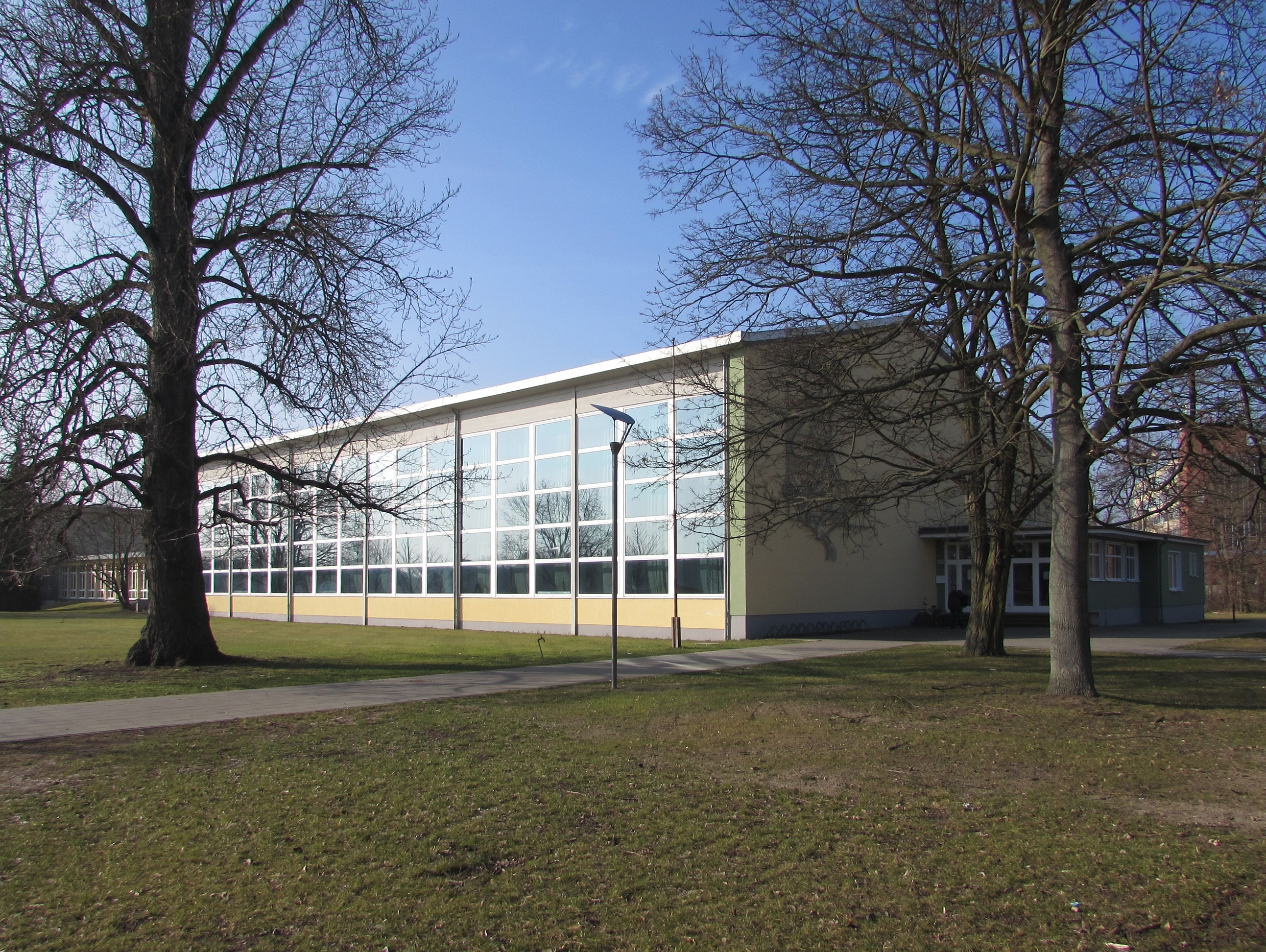